# Peter Giles
Peter Giles, angleški bas kitarist in pevec, * 17. junij 1944, Portsmouth, Anglija
Peter Giles je basist in pevec, ki je s svojim bratom Michaelom Gilesom in Robertom Frippom ustanovil skupino Giles, Giles and Fripp. Ob ustanovitvi naslednice te skupine – King Crimson ga je zamenjal Greg Lake. Peter je kot gost sodeloval še na drugem albumu In the Wake of Poseidon, leta 2002 pa začel sodelovati z 21st Century Schizoid Band, ki je sestavljena iz bivših članov King Crimson.
1. ↑  Discogs — 2000.